# (1034) Mozartia
(1034) Mozartia es un asteroide perteneciente al cinturón de asteroides descubierto el 7 de septiembre de 1924 por Vladímir Aleksándrovich Albitski desde el observatorio de Simeiz en Crimea.
Está nombrado en honor de Wolfgang Amadeus Mozart (1756-1791), compositor austriaco del siglo XVIII.